# Sara Teodora
Sara, Teodora o Sara Teodora es el nombre con el que la segunda esposa del zar (emperador) Iván Alejandro de Bulgaria es conocida en la actualidad. Existen algunas fuentes griegas y francesas que afirmaron que fue la hija de un banquero veneciano. Las fuentes coinciden en que era judía, habiendo vivido con su familia en el barrio judío en Tarnovo. Iván Alejandro se divorció de su esposa, Teodora de Valaquia, que fue obligada a convertirse en monja, y Sara se convirtió en cristiana ortodoxa, recibiendo el nombre de Teodora y pronto se convirtió en la segunda consorte del zar. Su matrimonio se realizó a finales de la década de 1340.
Por su matrimonio con Iván Alejandro, Sara Teodora tuvo al menos cinco hijos:
- Kera Tamara
- Keratsa
- Iván Shishman
- Iván Asen
- Desislava
- Vasilisa